# El color de tus ojos al bailar (maxisingle)
El color de tus ojos al bailar es un maxisencillo del grupo musical Aviador Dro editado en enero del año 1985 por el subsello de DRO "Neon Danza", especialmente dedicado a la edición de discos para la música de baile, bajo la referencia DRO/Neón Danza 2N-003. Se publicó también en formato sencillo promocional con portada en blanco y negro (Ref. DRO/Neón Danza 1N-004) conteniendo el citado tema (en su versión corta) y el tema "Tejidos".

El tema "El color de tus ojos al bailar" (versión larga y corta -reseñada ésta en la contraportada del maxi solo con el nombre de "El color (single)"-) se grabó en Trak y fue producido por Julián Ruiz, en cambio el tema "Tejidos" se grabó en Doublewtronics, encargándose de la producción  Simon Boswell.
En la contraportada del sencillo (Ref. DRO/Neón Danza 1N-004) se podía leer "La electrónica transformada en fuerza y ritmo, Aviador Dro especializados en la experimentación comercial".

## Lista de canciones
| Título                         | Autor              |
| ------------------------------ | ------------------ |
| El Color De Tus Ojos Al Bailar | Servando Carballar |
| Tejidos                        | Servando Carballar |
| El Color (single)              | Servando Carballar |